# روب أبتر
روبرت جوليان أبتر (من مواليد 23 أبريل 2003) هو لاعب كرة قدم محترف إسكتلندي يلعب كلاعب خط وسط لفريق سكونثورب يونايتد على سبيل الإعارة من بلاكبول. لقد مثل إسكتلندا تحت 19 سنة.